# Августовські озера
Августовські озера - група озер в околицях Августова в Підляського воєводства Августовської рівнини.
Це умовний термін, який міститься в частинах публікації про регіон (головним чином в путівниках та популярній науці). Це не формальна одиниця регіоналізації фізико-географічної Польщі.
Група включає в себе озера:
- Біле Августівське
- Брожане
- Гурчицьке
- Калейті
- Колно
- Круглак
- Крживе (озеро)
- Мілкашево
- Мілкашовек
- Нецко
- Орлі
- Паніево
- Пласке
- Побойно
- Роспуда Августівська
- Сайенек
- Сайно
- Серві
- Сайенко
- Студенічанськи (ставок)
- Войцех (ставок)
- Студенічне

На шляху Августовського каналу лежать озера: Неко, Біле Августівське, Студенічне, Гурчицьке, Орлі, Паніево, Крживе, Мілкашево, Мілкашовек.
Адміністративні кордони Августіва включають озера: Неко, Роспуда Августівська, Біле, Студенічне, Сайно, Сайенек, Сайенко.